# 折井あゆみ
折井 あゆみ（おりい あゆみ、1985年〈昭和60年〉7月20日 - ）は、日本の声優、女優、元アイドルである。愛称は、あゆ姉（あゆねえ）。長野県諏訪郡出身。女性アイドルグループ・AKB48の初代リーダー。ステイラック所属。

## 略歴
- 2005年10月30日、『AKB48 オープニングメンバーオーディション』に合格した（応募総数7,924名、最終合格者24名）。
- 2005年12月8日、オープニングメンバー候補生のうち20名として、AKB48劇場グランドオープンの舞台に立った（チームAに所属）。
- 2007年1月25日、『チームA 3rd Stage「誰かのために」公演』千秋楽をもってAKB48を卒業した。
- 2013年1月、office48からフレイヴ エンターテインメントへ移籍した。
- 2014年12月8日、プライベートブランドのハンドメイドキャンドル「Attractive」を創設した[2]。
- 2020年、フレイヴ エンタテインメントを退所した。
- 2022年7月1日、ステイラックに加入した[3]。
- 2024年6月、一般男性との結婚を報告した[4][5]。

## 人物
- 趣味は映画観賞、特技は弓道[6]。
- 2歳上の兄がいる[7]。
- 小学生時代の5年半を香港で過ごす[8]。
- 夜景鑑賞士の2級と3級の資格を持っている[9]。
- 好きな食べ物は牛タン[10]。
- 金属アレルギーである[11]。
- 「桃」という名前のウサギ（品種：ジャージーウーリー）を飼っていたが、2015年2月2日に死亡している[12]。
- AKB48に在籍していた当時は正式なキャプテン制度は存在していなかったが、卒業するまで所属していたチームAの実質的リーダーであった[13]。

### 交友関係
- AKB48オープニングメンバーの大島麻衣、星野みちる、宇佐美友紀とは今でも交流が深い[14][15][16]。
- 同い年の歌手・上木彩矢とは舞台で共演して以来の親友[17]。2015年の上木のメジャーデビュー9周年時には、折井がプロデュースするブランド「Attractive」とコラボしたオリジナルキャンドルが99個限定で販売された[17][18]。
- 映画でも共演したことのある川村ゆきえ[19]や、AAAの宇野実彩子[20]とも仲が良い。特に川村は折井の実家を訪れたこともあるという[21]。

## AKB48在籍時の参加楽曲

### シングルCD曲
- 桜の花びらたち
- スカート、ひらり

### 劇場公演ユニット曲
チームA 1st Stage「PARTYが始まるよ」公演
- クラスメイト (2nd UNIT)
- あなたとクリスマスイブ ※
※クリスマスまでの期間限定

 チームA 2nd Stage「会いたかった」公演
- 涙の湘南
- リオの革命

 チームA 3rd Stage「誰かのために」公演
- ライダー

## 作品

### ストーリーコンセプトアルバム
- Return To ZERO（2011年10月5日発売）

### オーディオブック
- 山崎ナオコーラ 『論理と感性は相反しない』（2013年3月1日配信） - 朗読[22]。
- 浅田次郎 『椿山課長の七日間』（2017年7月14日配信） - 和山椿 役。

### 配信
- Believe myself（2014年8月20日配信） - Honey Flappersに参加。

### 作詞
- 勇敢な僕ら - 星野みちる『卒業』収録。

### 映像作品
- 舞姫 〜ディーヴァ〜（2011年6月3日、アルバトロス） - 主演・柊舞 役。
- 日本で一番怖い話 江戸怪談 第二話「産女」（2011年7月22日）

## 出演

### テレビドラマ
- ホタルノヒカリ 第2話（2007年7月18日、日本テレビ） - OL 役
- ドラマ 鉄道むすめ -Girls be ambitious!- 第9話・第10話（2008年12月2日・9日、tvk / 東名阪ネット6） - 曽我涼子 役
- インディゴの夜 第4話・第5話（2010年1月8日・11日、東海テレビ） - エリカ 役
- 女帝 薫子 第2話 - 第6話（2010年5月2日 - 30日、テレビ朝日） - 和佳子 役
- 名探偵コナン 工藤新一への挑戦状 第2話（2011年7月14日、読売テレビ） - 水谷麻子 役
- 環境超人エコガインダーOX（2012年1月13日 - 3月16日、キッズステーション） - 沖田研究員 役[23]
- GTO 第9話・第10話（2012年8月28日・9月4日、フジテレビ） - 藤森先生 役[7]
- アイドル都市伝説 第6話「悪夢のメルヘンカルタ」（2012年9月9日、PigooHD） - 主演・アサミ 役
- DOCTORS〜最強の名医〜（2013年6月1日、テレビ朝日） - 藤波あかね 役
- ヤメ検の女4（2013年12月21日、ABCテレビ） - 羽白夏美 役
- 失恋ショコラティエ 第2話・第7話（2014年1月20日・2月24日、フジテレビ）
- ドラマ 大天才テレビジョン 最終回（2014年2月26日、NHK Eテレ） - 正美清 役
- ブラック・プレジデント 第10話（2014年6月10日、関西テレビ） - 西田香澄 役
- 警視庁捜査一課9係 season9 第5話（2014年8月6日、テレビ朝日） - 朝日奈美玲 役
- 女はそれを許さない 第1話（2014年10月21日、TBS） - 幸子 役
- 月曜ゴールデン 釣り刑事5（2014年10月27日、TBS） - 堀雅美 役
- イタズラなKiss2〜Love in TOKYO（2014年12月29日 - 4月6日 、フジテレビ） - 清水主任 役
- 水曜ミステリー9 ハガネの警察医（2015年4月22日、テレビ東京） - 成瀬美由紀 役
- アンダーウェア（2015年11月13日 - 12月4日、フジテレビ）
- 日曜ワイド「庶務行員 多加賀主水が許さない」（2017年） - 山路さとみ 役
- Re:フォロワー 第4話 - 第6話（2019年10月27日 - 11月10日、朝日放送テレビ） - 日向杏 役[24]

### 映画
- さまちゃれ 泣かないで、マンドリン（2003年）
- クレヨンしんちゃん 嵐を呼ぶ 歌うケツだけ爆弾!（2007年4月21日） - 声の出演・パンダ青（くらら） 役
- 美しき女豹 BODY SNIPER（2010年3月） - 藤見ひかり（サード） 役
- 鷲宮☆物語（2010年4月10日） - 小林あやめ 役
- 奴隷区 僕と23人の奴隷（2014年6月28日） - 足立シヲリ 役
- ハニー・フラッパーズ（2014年9月13日） - 優香 役
- マンゴーと赤い車椅子（2015年2月7日） - 山口めぐみ 役
- 十字架（2016年2月6日） - TVレポーター 役
- タロット探偵ボブ西田（2016年2月27日、信州映画） - 織部美波 役[25]
- グッドモーニングショー（2016年10月8日） - 清水あやめ 役[26]
- チャットゾーン（2017年4月3日、秋葉原映画祭で初上映）[27]
- 心霊喫茶「エクストラ」の秘密-The Real Exorcist-（2020年5月15日、日活） - メレフィス 役

### テレビアニメ
- クレヨンしんちゃん（2007年3月16日、テレビ朝日）
  - 大島麻衣・今井優・野呂佳代・浦野一美とともに「クレヨンフレンズ from AKB48」として、オープニング曲「ユルユルでDE-O!」を歌う。
- 呪術廻戦 懐玉・玉折/渋谷事変（2023年9月7日 - 10月19日、TBSテレビ） - 若者、改造人間、一般人 役

### Webアニメ
- モンキーピーク（2018年、佐藤[28]）
- 中卒労働者から始める高校生活（2018年、斉藤若葉[29]）
- 監獄実験 -プリズンラボ-（2018年、倉梨エリカ[30]）

### 吹き替え

#### 担当俳優
アマンダ・サイフリッド
- ヤング・アダルト・ニューヨーク（2016年） - ダービー 役
- TIME/タイム（2025年、スターチャンネル） - シルヴィア・ワイス 役
- ロング・ブライト・リバー（2025年、スターチャンネル） - ミッキー・フィッツパトリック 役

#### 映画（吹き替え）
- ゼロの未来（2015年）
- 20歳よ、もう一度（2016年） - テレサ・モン 役〈ヤン・ズーシャン〉
- イット・フォローズ（2016年） - ケリー・ハイト 役
- 54 フィフティ★フォー（2017年、Netflix） - ジュリー・ブラック 役〈ネーヴ・キャンベル〉
- フリークス・シティ（2017年） - ペトラ 役〈マッケンジー・デイヴィス〉[32]
- フロム・ダスク・ティル・ドーン（2017年、Netflix） - 地獄のサンタニコ 役〈サルマ・ハエック〉
- MILES AHEAD/マイルス・デイヴィス 空白の5年間（2017年） - フランシス 役〈エマヤツィ・コーリナルディ〉
- アフターパーティー（2018年）
- ブリムストーン（2018年） - リズ 役〈ダコタ・ファニング〉
- レザーフェイス-悪魔のいけにえ（2018年） - リジー 役
- シンプル・フェイバー（2019年） - ステファニー 役〈アナ・ケンドリック〉
- スキャンダル（2020年） - ケイラ・ポスピシル 役〈マーゴット・ロビー〉
- ムーンショット（2022年） - ジニー 役〈エミリー・ラッド〉[33]
- ジェイソン・ボーン（2022年、BSテレ東） - フロント 役[34]
- カールの絵画教室（2023年） - アンブロジア・ロング 役〈シアラ・レネー〉[35]
- THE WITCH/魔女 -増殖-（2023年） - ギョンヒ 役〈パク・ウンビン〉[36]
- PATHAAN/パターン（2024年） - ルバイ 役〈ディーピカー・パードゥコーン〉[37]
- パリピ芸人、ロシアへ行く（2024年） - イリーナ 役〈イバ・バビッチ〉[38]
- コンフィデンシャル:国際共助捜査（2024年） - パク・ミニョン 役〈イム・ユナ〉[39]
- 死霊館のシスター 呪いの秘密（2024年） - アイリーンの母 役〈ケイト・コールブルック〉[40]
- ライド・オン（2024年） - インズ 役〈ジョイ・ヨン〉[41]）
- カラーパープル（2024年） - スクイーク 役〈H.E.R.〉[42]
- シャクラ（2024年） - 馬夫人 役〈グレース・ウォン〉[43]
- オッペンハイマー（2024年） - リリー・ホーニグ 役〈オリヴィア・サールビー〉[44]
- 流転の地球 -太陽系脱出計画-（2024年） - ハン・ドゥオドゥオ 役〈ワン・ジー〉[45]
- アナザー・シンプル・フェイバー（2025年） - ステファニー 役〈アナ・ケンドリック〉

#### ドラマ
- セーフハウス〜狙われた家族〜（2015年、WOWOW） - ルイーザ 役
- ザ・クラウン（2016年） - マーガレット王女 役〈ヴァネッサ・カービー〉[46]
- スクリーム・クイーンズ（2017年） - グレース・ガードナー 役〈スカイラー・サミュエルズ〉
- ゼロデイ（アレクサンドラ〈リジー・キャプラン〉）
- パニッシャー（2019年） - エイミー・ベンディックス 役〈ジョージア・ウィガム〉
- フレイザー家の秘密（2021年） - エレナ・アルヴェス 役〈マティルダ・デ・アンジェリス〉[47]
- この恋は初めてだから ～Because This is My First Life（2024年） - ユン・ジホ 役〈チョン・ソミン〉[48]
- ボルテスV レガシー（2025年） - ゴードル 役
- 恋人〜あの日聞いた花の咲く音〜（2025年） - ユ・ギルチェ 役〈アン・ウンジン〉
- キャッツ・アイ（2025年） - プリュダンス 役 〈エロディ・フォンタン〉
- 巫女と彦星（2025年）-　パク・ソンア役〈チョ・イヒョン〉

#### アニメ
- 雪の女王 ゲルダの伝説（英語版、ロシア語版）（2020年） - ゲルダ 役
- 白雪姫の赤い靴と7人のこびと（2021年） - スノーホワイト / レッドシューズ 役[49]
- デュードロップ・ダイアリーズ（2023年）[50]
- ファイヤーバディ（2023年） - ローラ 役[51]

### ゲーム
- モンスターストライク（2023年 - 2024年、マズリーロ[52]、ダルーズ[53]）

### バラエティ番組
- 増田オートサロン（2013年4月20日 - 2014年1月4日、BSフジ） - レポーター。
- 世界ふしぎ発見!（2013年9月21日、TBS） - ミステリーハンター

### 舞台
- JIRO-CHO（2003年10月 - 11月、博品館劇場） - お結 役
- となりの守護神（2008年2月1日 - 7日、シアターサンモール） - 友子 役
- 7@dash（2008年4月3日 - 6日、シアターグリーン） - 柿沼知恵 役
- おいしいタイミング（2008年6月4日 - 8日、スペース・ゼロ） - 上杉玲奈 役
- エブリ リトル シング（2008年7月11日 - 20日、紀伊國屋サザンシアター） - 亜紀 役[注 1]
- CLASSICS vol.2 Cornelia（2008年12月13日 - 25日、東京芸術劇場 シアターイースト） - セレン 役
- イタズラなkiss〜卒業編〜（2009年7月29日 - 8月9日、博品館劇場 / 8月12日 - 13日、新神戸オリエンタル劇場） - 石川理美 役
- 海冥の城 白の姫君（2009年12月25日 - 27日、北沢タウンホール） - 乙ノ上神 役
- スペース・ウォーズ - 能登ちひろ 役
  - （2010年5月19日 - 23日、シアターサンモール）
  - （2010年5月28日 - 30日、ABCホール）
  - （2010年6月4日 - 6日、テレピアホール）
  - （2010年6月12日 - 13日、西鉄ホール）
  - アンコール公演（2010年7月22日 - 25日、東京グローブ座）
- メンズ校（2010年8月5日 - 10日、博品館劇場） - 春島エリカ / 鷹野エリカ 役 ※2役
- ふしぎ遊戯〜朱雀編〜（2011年3月30日 - 4月3日、シアターサンモール） - 少華 役
- 4つの駒 -THE FOUR PIECES-（2011年9月3日 - 8日、青山円形劇場） - 野崎鈴花 役[54]
- テネシーワルツ 人類最後のおさかな?…（2012年2月28日 - 3月4日、キンケロ・シアター） - 五十嵐玲子 役
- 源氏物語×大黒摩季songs〜ボクは、十二単に恋をする〜（2012年5月11日 - 20日、天王洲 銀河劇場） - 夕顔 役
- 一騎当千（2012年11月30日 - 12月9日、博品館劇場） - 呂布奉先 役[55]
- ダブルブッキング!（2013年1月9日 - 20日、本多劇場・「劇」小劇場・小劇場「楽園」） - 船山千尋 役
- 銀河英雄伝説 第四章 前篇 激突前夜（2013年11月29日 - 12月2日、東京国際フォーラム） - ヒルデガルド・フォン・マリーンドルフ（ヒルダ） 役
- ブラックコメディSF「スタア」（2014年2月27日 - 3月2日、六行会ホール） - 杉梢 役
- まほろばかなた －長州志士の目指した場所－（2014年4月3日 - 13日、天王洲 銀河劇場） - 文 役
- The Grim Reaper 〜ようこそ、死神たちの ハロウィンパーティーへ〜（2014年10月30日 - 11月3日、全労済ホール スペース・ゼロ）
- リーディング名作劇場「キミに贈る物語」～観て聴いて、心に感じるお話集～（2015年12月3日 - 6日、Bunkamuraシアターコクーン）[56]
- ミュージカル「眠れる森の美女」（2016年7月23日 - 31日、三越劇場） - 主演・王女 役
- DisGOONie Vol.4『From Three Sons of Mama Fratelli』「GOOD-BYE-JOURNEY」（2017年6月9日 - 18日、東京・Zeppブルーシアター六本木 / 6月30日 - 7月2日、大阪・梅田芸術劇場 シアター・ドラマシティ）[57][58]
- ヘルプマン！〜監査編〜（2017年11月8日 - 12日、俳優座劇場） - 勝本よしえ 役
- 劇団ホチキス
  - 第42回本公演「銭に向け叫ぶ2020」（2020年9月24日 - 10月4日、東京芸術劇場 シアターイースト）[59]
  - 第43回本公演「月野木グラビティ」（2021年6月4日 - 13日、吉祥寺シアター）[60]
- ふるさとチョイス PRESENTS ミュージカル クリスマスキャロル2023（2023年12月7日 - 13日、東京キネマ倶楽部） - マッケンジー 役[61]

### ラジオ
- INTER VALUE from Tokyo Tower（2008年4月1日 - 2009年3月31日、インターFM）
- Club 333 Night View DJ（2008年4月11日 - 2009年3月27日、東京タワー館内放送）
- FX三姉妹（2014年5月28日、ラジオNIKKEI第1放送）

### CM
- テレビ電話×AKB48 「振り付け」編等 （2006年、NTTドコモ）
- 東京タワー「開業50周年記念」篇（2008年12月）

### ネット配信
- SUZUKIワゴンR presents 喫茶ベルサイユ（2007年3月14日 - 5月7日、Yahoo! 動画） - 恭子 役。
- K-1&HERO'S NEWS REPORT（2007年4月 - 2008年12月、Yahoo! 動画）

### PV
- 日之内エミ『Diary...』（2011年5月25日配信） - ハナ 役。

### イベント
- Japan Girls Meeting 2011（2011年5月22日）
- Return to ZERO〜何かを失ってしまった人々へ〜（2012年1月21日、CLUB CITTA）
- BARABAN NIGHT 42nd 〜Valentine Special！〜チョコレートをどうぞ!（2013年2月14日、ASTRO HALL）
- -体感捜査-相棒 究(kyu) 〜狙われた最新鋭犯罪解析システム〜（2014年7月23日・24日・26日、EX THEATER ROPPONGI） - 竹本真理 役。

### その他
- あゆちるの2しんぼ（2008年4月15日 - 6月24日、アメーバスタジオ） - 星野みちると担当。